# Cnidoscolus basiacanthus
El huanarpo hembra (Cnidoscolus basiacanthus) es una planta arbustiva de la familia Euphorbiaceae originaria de los Andes.

## Taxonomía
Cnidoscolus basiacanthus fue descrita por el botánico estadounidense James Francis Macbride y publicada en Publications of the Field Museum of Natural History, Botanical Series 13(3A/1): 164 en 1951.
Basónimo
- Jatropha basiacantha Pax & K.Hoffm. Pflanzenr. IV. 147 I(Heft 42): 90. 1910.[3]

## Importancia cultural y económica

### Usos en la medicina tradicional
Desde la medicina tradicional andina, se le atribuyen propiedades afrodisíacas a la raíz que se prepara en forma de decocción.

### Estudios farmacológicos
Un estudio del 2010 a nivel de doctorado en la Universidad Nacional de Trujillo en Perú, que buscó identificar los metabolitos secundarios presentes en Cnidoscolus basiacanthus y Jatropha macrantha, detectó presencia de alcaloides, flavonoides, taninos y esteroides en ambas plantas.

## Nombres comunes
- Huanarpo hembra